# Роберт Дюваль
Роберт Селден Дюваль, або Дюволл (англ. Robert Selden Duvall; *5 січня 1931, Сан-Дієго) — американський актор та режисер, який знявся в таких значних картинах, як «Військово-польовий госпіталь MASH», «Хрещений батько» і «Апокаліпсис сьогодні». Володар «Оскара» за найкращу чоловічу роль у фільмі 1983 року «Ніжне милосердя», володар премій «BAFTA», «Еммі», чотириразовий володар премії «Золотий глобус».
Роберт Дюваль, ветеран американського кінематографа, створив ряд пам'ятних драматичних образів, серед яких були як середньостатистичні американці, поліціянти й рейнджери, так і знамениті політичні діячі генерал Роберт Лі та Сталін. У 1970-х і 1980-х роках багато фільмів з його участю отримували престижні міжнародні нагороди та премії в області кінематографії, а серед колег по акторському ремеслу він є лідером за кількістю фільмів з його участю, включених до сотні найкращих фільмів IMDb.

## Біографія
Дюваль народився в Сан-Дієго в сім'ї Вільяма Говарда Дюваля, професійного військового, пізніше став адміралом. Мати Роберта Дюваля, Мілдред Вірджинія Харт, є прямим нащадком генерала Роберта Лі, командувача силами Конфедерації під час Громадянської війни в США. Батько Дюваля належав до Методистської церкви, Роберт і його мати були послідовниками Християнської Науки Мері Бейкер Едді. Як син військового, якийсь час Роберт Дюваль з батьками жив в Аннаполісі, недалеко від Військово-морської академії США. Він відвідував школу Северн в Северна-Парку (штат Меріленд) і школи принцип в Сент-Луїсі (штат Міссурі). У 1953 закінчив коледж Принципу, освітній центр Християнської науки, в місті Елса, штат Іллінойс. Дюваль служив в армії США з 19 серпня 1953 року по 20 серпня 1954, демобілізувався у званні рядовий першого класу.
У 1954 році Роберт Дюваль вступив до школи акторської майстерності «Neighborhood Playhouse», Нью-Йорк. Під час навчання Дюваль підробляв клерком на пошті. У школі він познайомився з Джином Гекменом і Дастіном Гофманом, з якими він згодом неодноразово зустрінеться на знімальних майданчиках. Наставником Дюваля у театральній школі був Сенді Мейснер. Мейснер залучив Дюваля до своєї постановки п'єси Гортона Фута The Midnight Caller. Співпраця Роберта Дюваля і Хортона Фута пізніше продовжилася і зіграла значну роль в акторській кар'єрі Дюваля. Саме Фут порекомендував Роберта Дюваля на роль «Опудала» Редлі у фільмі 1962 року «Убити пересмішника».

## Приватне життя

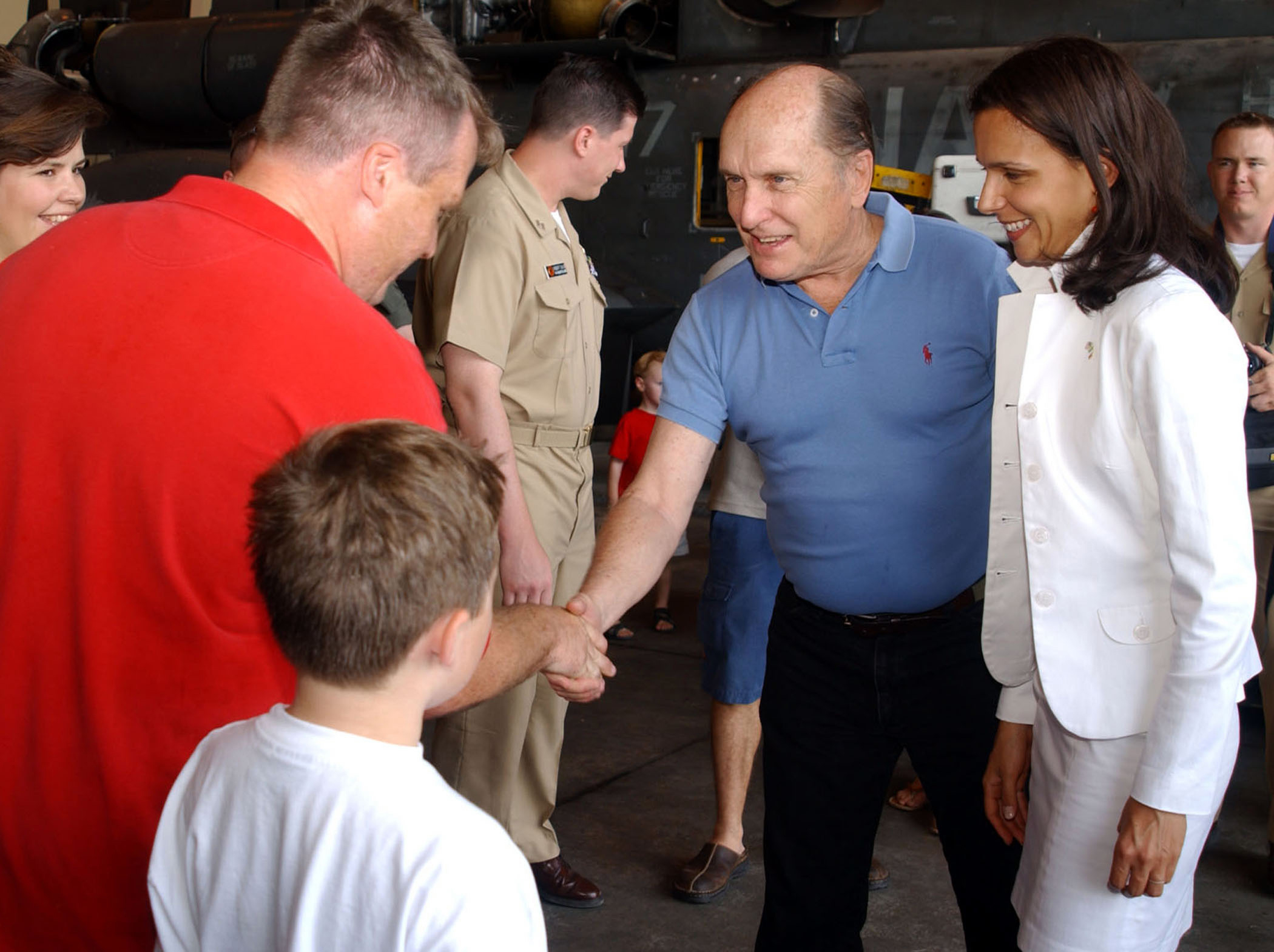
Роберт Дюваль і Лусіана Педраса, 2003 рік

Роберт Дюваль був одружений чотири рази, дітей у жодному шлюбі не мав.
- Його першою дружиною стала Барбара Бенджамін, шлюб з нею був укладений 31 грудня 1964 і тривав 11 років, закінчившись розлученням в 1975.
- Другий раз Дюваль одружився 22 серпня 1982 з акторкою Гейл Янгс. Пара оформила розлучення в 1986.
- Третьою дружиною актора стала Шерон Брофі, шлюб був укладений 1 травня 1991 і тривав до 1996.
- Четвертою дружиною Роберта Дюваля стала аргентинська акторка Лусіана Педраса, молодша на 41 рік. Пара зіграла весілля 6 жовтня 2004 після 7 років фактичного шлюбу. В інтерв'ю, яке Дюваль дав інтернет виданню WENN 28 жовтня 2003, він так прокоментував[5] різницю у віці: «Різниця у віці ніколи не бентежила її. Ми скрізь ходимо разом і все робимо разом. Ми ніби завжди були знайомі»[6].

## Фільмографія
| Рік       |     | Українська назва                            | Оригінальна назва                            | Роль                                      |
| --------- | --- | ------------------------------------------- | -------------------------------------------- | ----------------------------------------- |
| 1961—1965 | с   | Захисники                                   | The Defenders                                | різні ролі (3 епізоди)                    |
| 1962      | с   | Альфред Гічкок представляє                  | Alfred Hitchcock Presents                    | Барт Конвей (епізод "Bad Actor")          |
| 1962      | ф   | Убити пересмішника                          | To Kill a Mockingbird                        | Артур «Опудало» Редлі                     |
| 1963      | ф   | Капітан Ньюмен, доктор медицини             | Captain Newman, M.D.                         | капітан Пол Кейбот Вінстон                |
| 1963      | с   | Сутінкова зона                              | The Twilight Zone                            | Чарлі Паркс (епізод "Miniature")          |
| 1964      | с   | За межею можливого                          | The Outer Limits                             | Адам Баллард / Луїс Мейс (3 епізоди)      |
| 1965      | ф   | Кошмар під сонцем                           | Nightmare in the Sun                         | мотоцикліст                               |
| 1966      | ф   | Погоня                                      | The Chase                                    | Едвін Стюарт                              |
| 1967      | с   | Тунель часу                                 | The Time Tunnel                              | Рауль Німон (епізод "Chase Through Time") |
| 1967      | ф   | Зворотній відлік                            | Countdown                                    | Чиз                                       |
| 1968      | ф   | Детектив                                    | The Detective                                | детектив Нестор                           |
| 1968      | ф   | Булліт                                      | Bullitt                                      | Вайсберг                                  |
| 1969      | ф   | Справжня мужність                           | True Grit                                    | Нед Пеппер                                |
| 1969      | ф   | Люди дощу                                   | The Rain People                              | Гордон                                    |
| 1970      | ф   | M*A*S*H                                     | MASH                                         | Френк Бернс                               |
| 1970      | ф   | Революціонер                                | The Revolutionary                            | Дезпард                                   |
| 1971      | ф   | Представник закону                          | Lawman                                       | Вернон Адамс                              |
| 1971      | ф   | THX 1138                                    | THX 1138                                     | THX                                       |
| 1972      | ф   | Хрещений батько                             | The Godfather                                | Том Хаген                                 |
| 1972      | ф   | Джо Кідд                                    | Joe Kidd                                     | Френк                                     |
| 1972      | ф   | Великий наліт на Нортфілд                   | The Great Northfield Minnesota Raid          | Джессі Джеймс                             |
| 1972      | ф   | Завтра                                      | Tomorrow                                     | Джексон Фентрі                            |
| 1973      | ф   | The Outfit                                  | The Outfit                                   | Ерл Маклін                                |
| 1973      | ф   | Значок 373                                  | Badge 373                                    | Едді Райан                                |
| 1973      | ф   | Lady Ice                                    | Lady Ice                                     | Форд Пірс                                 |
| 1974      | ф   | Хрещений батько 2                           | The Godfather Part II                        | Том Хаген                                 |
| 1974      | ф   | Розмова                                     | The Conversation                             | директор                                  |
| 1974      | ф   | Викрасти за 60 секунд                       | Gone in 60 seconds                           | Отто Халлівел                             |
| 1975      | ф   | Втеча                                       | Breakout                                     | Джей Вагнер                               |
| 1975      | ф   | Еліта вбивць                                | The Killer Elite                             | Джордж Хансен                             |
| 1976      | ф   | The Seven-Per-Cent Solution                 | The Seven-Per-Cent Solution                  | доктор Ватсон                             |
| 1976      | ф   | Телемережа                                  | Network                                      | Френк Хекетт                              |
| 1976      | ф   | Орел приземлився                            | The Eagle Has Landed                         | полковник Редль                           |
| 1977      | ф   | Найвеличніший                               | The Greatest                                 | Білл Макдональд                           |
| 1978      | ф   | Вторгнення викрадачів тіл                   | Invasion of the Body Snatchers               | священик                                  |
| 1978      | ф   | Бетсі                                       | The Betsy                                    | Лорен Хардеман III                        |
| 1979      | ф   | Великий Сантини                             | The Great Santini                            | підполковник Вілбур П. Мічем              |
| 1979      | ф   | Апокаліпсис сьогодні                        | Apocalypse Now                               | підполковник Кілгор                       |
| 1981      | ф   | Таємниці сповіді                            | True Confessions                             | детектив Том Спеллісі                     |
| 1981      | ф   | Погоня за Д. Б. Купером                     | The Pursuit of D. B. Cooper                  | Грюн                                      |
| 1983      | ф   | Ніжне милосердя                             | Tender Mercies                               | Мек Следж                                 |
| 1984      | ф   | Кам'яний хлопчик                            | The Stone Boy                                | Джо Хіллерман                             |
| 1984      | ф   | Природний дар                               | The Natural                                  | Макс Мерсі                                |
| 1985      | ф   | Плавучий маяк                               | The Lightship                                | Каспарі                                   |
| 1986      | ф   | Давай врятуємо Гаррі                        | Let's Get Harry                              | Норман Шрайк                              |
| 1987      | ф   | Готель «Колоніаль»                          | Hotel Colonial                               | Роберто Карраско                          |
| 1988      | ф   | Кольори                                     | Colors                                       | Боб Ходжес                                |
| 1990      | ф   | Демонстрація сили                           | A Show of Force                              | Говард                                    |
| 1990      | ф   | Дні грому                                   | Days of Thunder                              | Гаррі Хогг                                |
| 1990      | ф   | Оповідь служниці                            | The Handmaid's Tale                          | Командор                                  |
| 1991      | ф   | Безпутна Троянда                            | Rambling Rose                                | містер Хіллер                             |
| 1991      | док | Серця темряви: Апокаліпсис кінематографіста | Hearts of Darkness: A Filmmaker's Apocalypse | у ролі самого себе                        |
| 1991      | ф   | Засуджені                                   | Convicts                                     | Солл Готьє                                |
| 1992      | ф   | Продавці новин                              | Newsies                                      | Джозеф Пулітцер                           |
| 1992      | ф   | Чума                                        | The Plague                                   | Джозеф Гранд                              |
| 1992      | тф  | Сталін                                      | Stalin                                       | Йосип Сталін                              |
| 1993      | ф   | Я боровся з Ернестом Хемінгуеєм             | Wrestling Ernest Hemingway                   | Волтер                                    |
| 1993      | ф   | З мене досить                               | Falling Down                                 | сержант Мартін Прендергаст                |
| 1993      | ф   | Джеронімо: Американська легенда             | Geronimo: An American Legend                 | містер Сібер                              |
| 1994      | ф   | Газета                                      | The Paper                                    | Берні Вайт                                |
| 1995      | ф   | Є про що поговорити                         | Something to Talk About                      | Вайлі Кінг                                |
| 1995      | ф   | Щасливі зірки над Генріеттою                | The Stars Fell on Henrietta                  | містер Кокс                               |
| 1995      | ф   | Червона літера                              | The Scarlet Letter                           | Роджер Чіллінгуорс                        |
| 1996      | ф   | Вигострене лезо                             | Sling Blade                                  | батько Карла                              |
| 1996      | ф   | Сімейна справа                              | A Family Thing                               | Ерл Пілчер                                |
| 1996      | тф  | Людина, яка захопила Айхмана                | The Man Who Captured Eichmann                | Адольф Айхман                             |
| 1996      | ф   | Феномен                                     | Phenomenon                                   | Док Брандер                               |
| 1997      | ф   | Апостол                                     | The Apostle                                  | «Апостол»                                 |
| 1998      | ф   | Пряниковий чоловічок                        | The Gingerbread Man                          | Діксон Досс                               |
| 1998      | ф   | Цивільний позов                             | A Civil Action                               | Джером Фачер                              |
| 1998      | ф   | Зіткнення з безоднею                        | Deep Impact                                  | капітан Теннер                            |
| 2000      | ф   | Викрасти за 60 секунд                       | Gone in Sixty Seconds                        | Отто Халлівелл                            |
| 2000      | ф   | Шостий день                                 | The 6th Day                                  | Гріффін Вейр                              |
| 2000      | ф   | Ціна перемоги                               | A Shot at Glory                              | Гордон Маклауд                            |
| 2001      | ф   | Апокаліпсис сьогодні повертається           | Apocalypse Now Redux                         | підполковник Кілгор                       |
| 2002      | ф   | Джон К'ю                                    | John Q                                       | Френк Ґраймс                              |
| 2002      | ф   | Вбивче танго                                | Assassination Tango                          | Джон Джей                                 |
| 2003      | ф   | Боги і генерали                             | Gods and Generals                            | Роберт Едвард Лі                          |
| 2003      | ф   | Старі леви                                  | Secondhand Lions                             | Хаб                                       |
| 2003      | ф   | Відкритий простір                           | Open Range                                   | Босс Спірмен                              |
| 2005      | ф   | Бий та кричи                                | Kicking & Screaming                          | Бак Вестон                                |
| 2005      | ф   | Дякую вам за паління                        | Thank You for Smoking                        | капітан                                   |
| 2006      | тф  | Розбитий слід                               | Broken Trail                                 | Прентіс Ріттер                            |
| 2007      | ф   | Щасливець                                   | Lucky You                                    | Чівер                                     |
| 2007      | ф   | Володарі ночі                               | We Own the Night                             | Берт Ґрусінскі                            |
| 2008      | ф   | Чотири Різдва                               | Four Christmases                             | Говард                                    |
| 2009      | ф   | Дорога                                      | The Road                                     | старець                                   |
| 2009      | ф   | Божевільне серце                            | Crazy Heart                                  | Вейн Крамер                               |
| 2009      | ф   | Поховайте мене живцем                       | Get Low                                      | Фелікс Буш                                |
| 2011      | ф   | Сім днів в утопії                           | Seven Days in Utopia                         | Джонні Кроуфорд                           |
| 2012      | ф   | Автомобіль Джейн Менсфілд                   | Jayne Mansfield's Car                        | Джим Колдвелл                             |
| 2012      | ф   | Джек Річер                                  | Jack Reacher                                 | Кеш                                       |
| 2012      | тф  | Гемінґвей та Ґеллгорн                       | Hemingway & Gellhorn                         | російський генерал                        |
| 2013      | ф   | Ніч у Старій Мексиці                        | A Night in Old Mexico                        | Ред                                       |
| 2014      | ф   | Суддя                                       | The Judge                                    | Джозеф Палмер                             |
| 2015      | ф   | Дикі коні                                   | Wild Horses                                  | Скотт Бріггс                              |
| 2016      | ф   | І програли бій                              | In Dubious Battle                            | Болтон                                    |
| 2018      | ф   | Вдови                                       | Widows                                       | Том Маліган                               |
| 2021      | ф   | 12 дужих сиріт                              | 12 Mighty Orphans                            | Мейсон Хоук                               |
| 2022      | ф   | Дорога до НБА                               | Hustle                                       | Рекс Меррік                               |
| 2022      | ф   | Блідо-блакитне око                          | The Pale Blue Eye                            | Жан-Пепе                                  |